# Ocyale pelliona
Ocyale pelliona là một loài nhện trong họ Lycosidae.
Loài này thuộc chi Ocyale. Ocyale pelliona được Jean Victor Audouin miêu tả năm 1826.